# Tavordo
Tavordo (Tavórd in dialetto comasco, AFI: [taˈvoːrt]) è una frazione geografica del comune di Porlezza, in provincia di Como, di cui costituisce la parte interna dell'abitato, verso Carlazzo.

## Storia
Tavordo fu un antico comune del Milanese, e nel 1786 entrò per un quinquennio a far parte della Provincia di Como, per poi cambiare continuamente i riferimenti amministrativi nel 1791, nel 1797 e nel 1798. Nel 1799 contò 251 anime unitamente alla località di San Pietro Agria.
Portato definitivamente sotto Como nel 1801, alla proclamazione del regno d'Italia napoleonico nel 1805 risultava avere 269 abitanti. Nel 1807 il municipio fu soppresso su risultanza di un regio decreto di Napoleone che lo annesse per la prima volta a Porlezza, ma il comune di Tavordo fu tuttavia ripristinato con il ritorno degli austriaci. Nel 1853 risultò essere popolato da 448 anime, scese a 423 nel 1871. Nel 1921 si registrarono 554 residenti. Fu il regime fascista a decidere nel 1928 di sopprimere definitivamente il comune, unendolo nuovamente a Porlezza.

## Monumenti e luoghi d'interesse

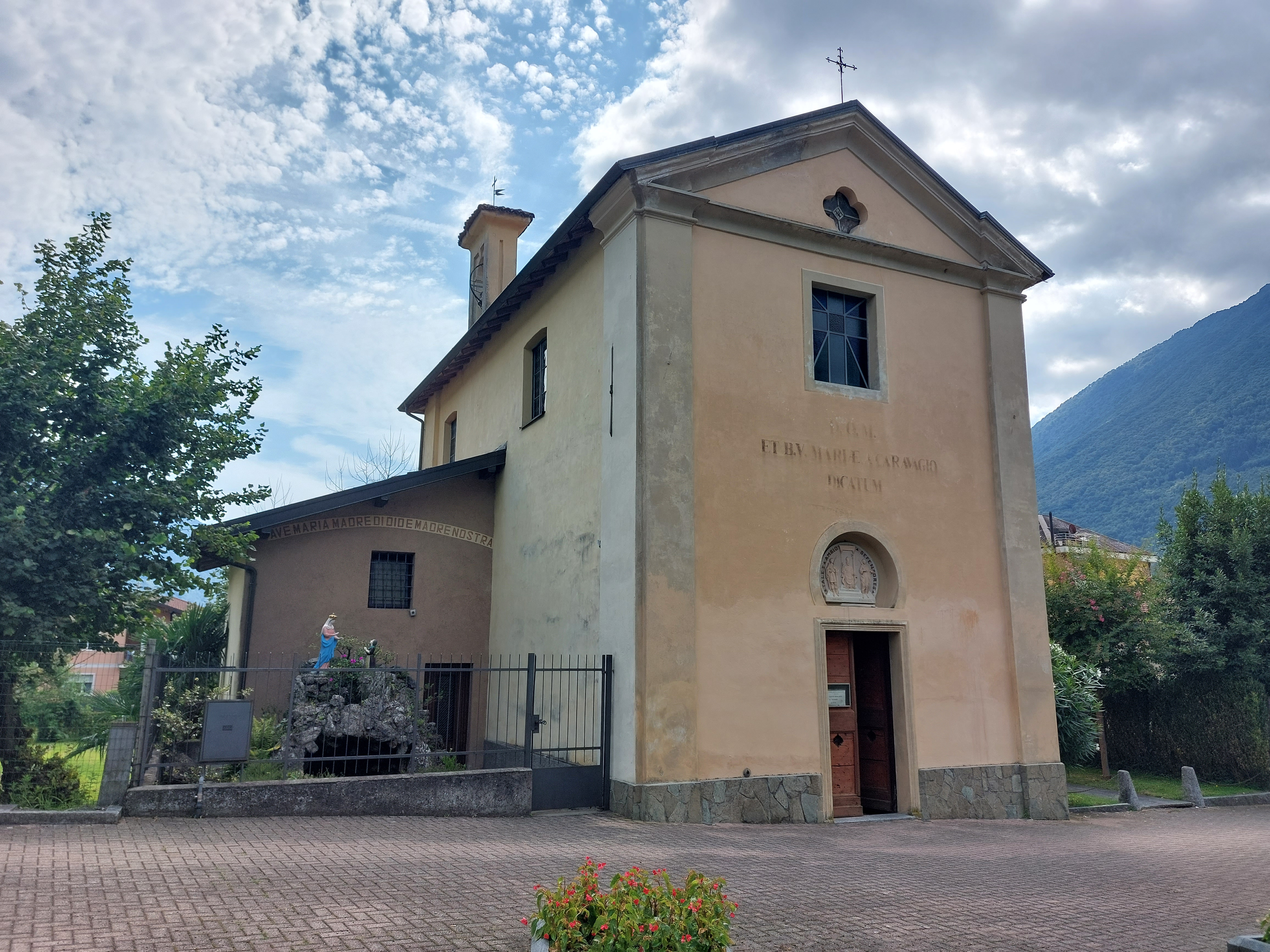
Chiesa della B.V. di Caravaggio

### Chiesa della Beata Vergine di Caravaggio
Edificata per volontà popolare dal 1736 al 1740, fu dotata di sacrestia solo dopo il 1749. Nel 1965, la chiesa venne restaurata. Dotata di interni riccamente affrescati, la chiesa si completa, all'esterno, con una cappella intitolata alla Sacra Famiglia e una riproduzione della Grotta di Lourdes.

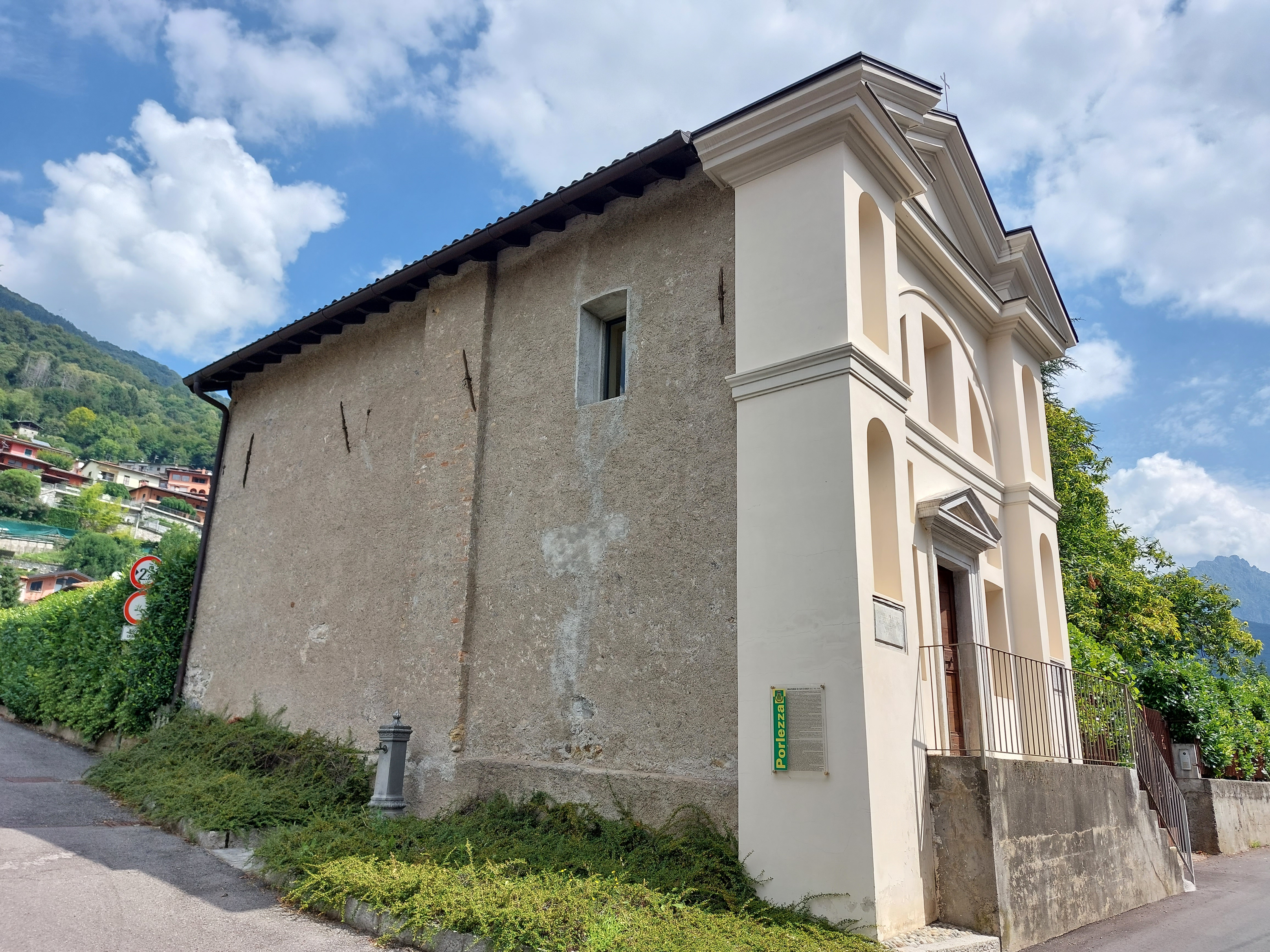
Oratorio di San Carlo

### Oratorio di San Carlo
Edificato nel 1556 da Guglielmo Della Porta, l'oratorio è dedicato a San Carlo Borromeo, che nel 1582 aveva visitato lo stesso edificio religioso. Nella seconda metà del XVII secolo l'oratorio fu rielaborato, dopo esser stato ereditato dalla Confraternita dei Disciplinati della Chiesa di Santa Marta, confraternita che nel 1653 conferì all'edificio l'attuale dedicazione. Fino ad allora, l'oratorio era infatti dedicato a San Pietro.

### Chiesa della Beata Vergine Assunta
Risalente al 1581, fu costruita al posto di una precedente chiesa intitolata a Santa Marta. Presso la chiesa, alla quale un tempo era annesso un cimitero, si trovava il confine comunale che fino al 1928 separava Tavordo dal resto di Porlezza. Consacrata nel 1595, costituì la chiesa conventuale di un monastero di frati cappuccini. Con la soppressione del monastero, la chiesa fu dapprima rilevata dalla Fabbriceria di Porlezza, per poi essere ricompresa nel complesso di quello che fu il collegio di Sant'Ambrogio, santo a cui la chiesa risulta essere ulteriormente dedicata. 

### Ex collegio di Sant'Ambrogio
L'ex collegio è situato nel luogo dove si trovava un convento di frati cappuccini del 1582. A sua volta, il convento era stato costruito con il sostegno di Carlo Borromeo, concretizzando un desiderio - da parte della popolazione locale - di poter disporre in pianta stabile di una delegazione di quegli stessi frati che, durante l'edificazione del convento di San Francesco di Lugano, erano soliti questuare anche nelle terre porlezzesi. La soppressione del convento di Tavordo avvenne in epoca napoleonica. Dopo essere divenuto abitazione colonica, il complesso nel 1876 venne adibito a istituto maschile di formazione tecnico-commerciale, e nel 1897 fu trasformato in collegio maschile dall'arcivescovo Andrea Carlo Ferrari, al quale lo stesso istituto era stato offerto due anni prima. Ampliato nel corso del tempo, il collegio fu retto dapprima da Carlo Castelli e, in seguito, dagli oblati dei Santi Ambrogio e Carlo. Nel corso della seconda guerra mondiale, il complesso fu occupato dalla X MAS. Dopo aver riacquisito funzioni scolastiche, negli anni 1980 il complesso venne chiuso, andando progressivamente in degrado.

### Conventino
Risalente al XVII secolo, il cosiddetto "Conventino" fu un ospizio per pellegrini.

## Infrastrutture e trasporti

### Ferrovie

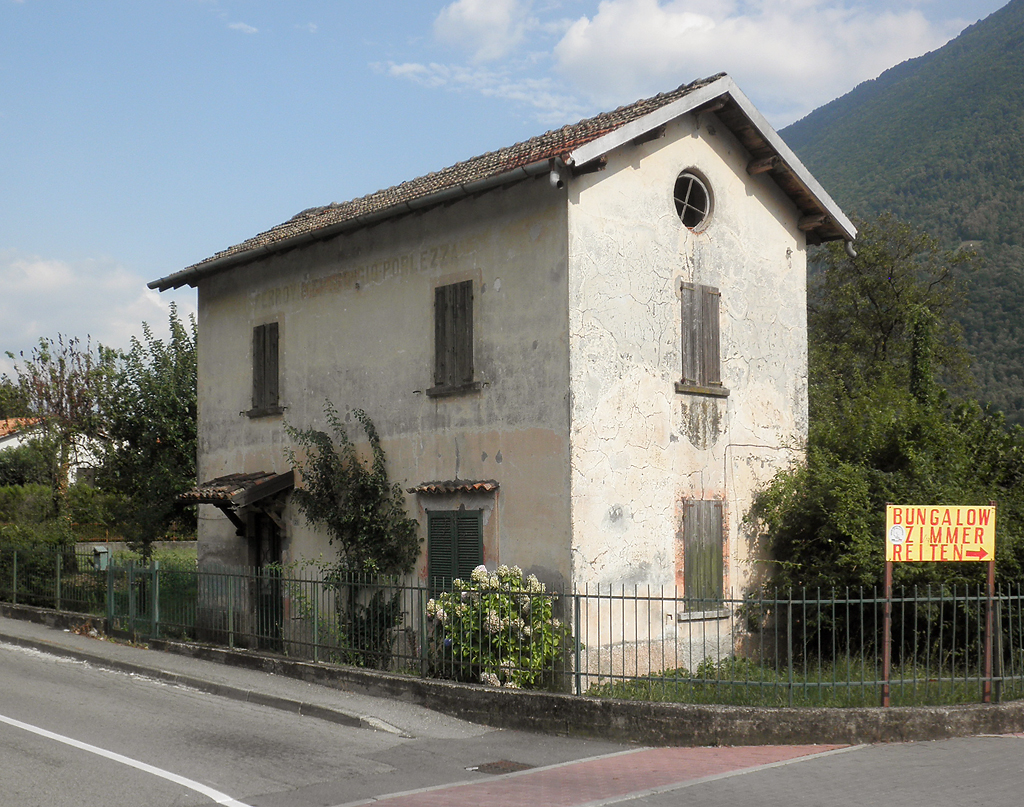
L'ex stazione ferroviaria

In passato fu tuttavia in funzione una linea ferroviaria a scartamento ridotto che collegava Porlezza con Menaggio. Il servizio venne inaugurato nel 1884 e sospeso nel 1939, allo scoppio della Seconda guerra mondiale. Nel 1946 venne presentato un progetto per l'elettrificazione della piccola ferrovia; fu approvato nel 1949, ma i lavori di ripristino non vennero mai iniziati. Senza più rientrare in servizio, la linea ferroviaria venne definitivamente soppressa ed abbandonata nel 1966.